# Corrado Pirzio-Biroli

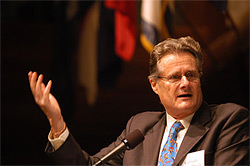
Corrado Pirzio-Biroli (2014)

 Corrado Pirzio-Biroli (* 25. November 1940 in Udine, Italien) ist ein italienischer EU-Diplomat und Autor. Er ist Sohn der deutsch-italienischen Adeligen Fey von Hassell, Tochter von Ulrich von Hassell, und Urenkel von Alfred von Tirpitz. Aufgrund der Verstrickung seines Großvaters in das fehlgeschlagene Attentat vom 20. Juli 1944 gegen Adolf Hitler wurden er und sein Bruder von seiner Mutter gewaltsam getrennt und waren von 1944 bis 1945 Sondergefangene der SS.
Corrado Pirzio-Biroli ist ein langgedienter Beamter der Europäischen Kommission und derzeitiger Präsident der European Landowners Organization (ELO) und Chief Executive Officer der Rural Investment Support for Europe Foundation mit Sitz in Brüssel.

## Leben

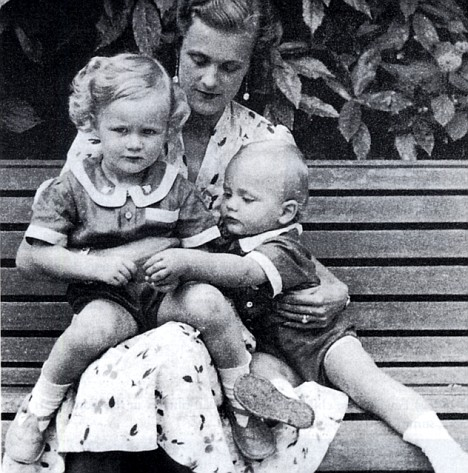
Fey von Hassell mit ihren Söhnen Corrado (links) und Roberto (rechts) (1943)

Corrado Pirzio-Biroli ist Sohn von Fey von Hassell und Detalmo Pirzio-Biroli.
Sein Bruder ist Roberto Pirzio-Biroli (* 1943), Architekt und Lektor an der Universität für Weiterbildung Krems. Sowohl sein Bruder als auch er befanden sich von 1944 bis 1945 aufgrund der Aktivitäten ihres Großvaters Ulrich von Hassell in Sippenhaft der SS.
Die Familie seines Vaters war jahrhundertelang im Dienst der Republik Venedig. Sein Großgroßonkel Pietro di Brazzà Savorgnan war Afrikaforscher und regierte Französisch-Äquatorialafrika aus der von ihm gegründeten Hauptstadt Brazzaville. Sein Großvater mütterlicherseits Ulrich von Hassell war führender Oppositioneller gegen Adolf Hitler und in das Attentat vom 20. Juli 1944 gegen das NS-Regime verwickelt. Seine Mutter Fey von Hassell wurde Sippenhäftling der SS so wie er selbst und sein Bruder Roberto. Sie wurden in der Folge von ihrer Mutter getrennt und kamen in ein Waisenhaus nach Tirol, bis sie von ihrer Großmutter Ilse von Tirpitz im Mai 1945 gerettet wurden.
Corrado Pirzio-Biroli promovierte in Wirtschaftswissenschaften und Handel an der Universität Rom. Er ist verheiratet und hat einen Sohn.

## Karriere
Seine bisherige Tätigkeit für die Europäische Kommission umfasste:
- Kabinettschef für EU-Kommissar für Landwirtschaft, ländliche Entwicklung und Fischerei Franz Fischler (1995–2004)
- EU-Botschafter in Österreich und zu den Vereinten Nationen in Wien (1992–1994),
- Vizechef der EU-Delegation in die Vereinigten Staaten von Amerika (1988–1992)
- stellvertretender Leiter der Abteilung für den Europäischen Wirtschaftsraum (1985–1988),
- Mitglied des Kabinetts des Präsidenten der EU-Kommission Gaston Thorn (1982–1984)
- Finanzreferent in der EU-Delegation in die USA in Washington (1978–1982)

## Werke (Auswahl)
- Pietro Savorgnan di Brazzà, esploratore leggendario (1852–1905), Verlag: Mariano del Friuli 2006, ISBN 978-88-8345-234-5.
- Vision Europa, offene Worte des EU-Botschafters, Verlag: Styria-Medienservice, Graz 1994, ISBN 3-7012-0031-9.
- EG-Beitritt als landwirtschaftliche Liebesheirat? In: Agrarische Rundschau 1 (1993) S. 40–44.